# Kaple svaté Anny (Loket)
Kaple svaté Anny je drobná barokní stavba, římskokatolická kaple v Lokti v okrese Sokolov v Karlovarském kraji. Byla postavena před bývalou hlavní městskou branou, na začátku dnešní Rooseveltovy ulice, kde býval vstup do města.
Od roku 1963 je kaple chráněna jako kulturní památka.

## Historie
Kaple při severovýchodním okraji městské památkové rezervace v Lokti byla postavena roku 1744 jako poděkování za to, že v průběhu války o rakouské dědictví, o pouti dne 26. července 1742 na svátek svaté Anny, bylo město ušetřeno vydrancování francouzskými vojsky.
Po druhé světové válce a odsunu německého obyvatelstva nebyla kaple udržována a postupně chátrala, v průběhu druhé poloviny 20. století bylo vybavení kaple převážně rozkradeno anebo zničeno. Kaple kromě neprováděné údržby trpěla tím, že stojí na okraji frekventované zatáčky, kudy projíždí velké množství aut. Město Loket využilo dotaci určenou na opravu církevních památek z programu městské památkové regenerace a nechalo v roce 2012 provést rekonstrukci. Tu provedla loketská firma Elesta s.r.o.

## Stavební podoba
Kaple je jednolodní lichoběžníková stavba, krytá valbovou střechou. Průčelí je členěno nárožními pilastry s palmetovými hlavicemi, podpírajícími zvlněný štít s masivními, segmentově ukončenými volutami. Portál je půlkruhový s klenákem. Nad portálem je umístěná kartuše s chronogramem a latinským nápisem S. ANNA / FORTIS HOSTIVM PROPVL SATRIX / PATRIAE NOSTRA DEFENSATRIX / VOTA PLEBISPIAE RESPICE BENIGNE. Ve štítu je půlkruhově zaklenutá nika, ve které původně stála soška svaté Anny. Štít je završen mírně lomenou vynesenou profilovanou kamennou římsou, na jejímž vrcholu je na nízkém hranolovém soklu osazen pozlacený symbol Božího oka ve svatozáři. Vnitřek kaple je sklenut křížovou klenbou.
V interiéru byla umístěna v oltářním výklenku 160 centimetrů vysoká dřevěná socha svaté Anny Samotřetí, vysoce kvalitní barokní řezbářská práce. Ta se dnes nachází v sokolovském muzeu. V její blízkosti stály ještě dřevěné sochy svatého Josefa a svatého Jáchyma, v nikách bočních stěn socha svatého Jana Evangelisty a svaté Alžběty.
Během rekonstrukce provedené v roce 2021 bylo zjištěno, že původně do kapličky vedly čtyři schody. Při sondáži byl první schod objeven asi půl metru pod úrovní současného chodníku.